# HD 121504
HD 121504 — звезда созвездии Центавра на расстоянии около 145 световых лет от нас. Вокруг звезды обращается, как минимум, одна экзопланета.

## Характеристики
HD 121504 относится к классу жёлтых карликов главной последовательности. Эта звезда имеет почти такую же массу, как Солнце (1,11 солнечной массы). Её возраст оценивается приблизительно в 4 миллиарда лет.

## Планетная система
В 2003 году группой астрономов было объявлено об открытии планеты-гиганта HD 121504 b в системе. Это горячий юпитер с массой, равной 1,11 юпитерианских, который обращается на расстоянии 0,33 а.е. от родительской звезды. Полный оборот планета совершает за 63 суток.